# ريتشارد بي. بيرنستاين
ريتشارد بي. بيرنستاين (بالإنجليزية: Richard B. Bernstein)‏ هو مؤرخ أمريكي، ولد في 24 مايو 1956.